# تود فينل
تود فينل هو ممثل كندي، ولد في 18 أكتوبر 1984 في مونتريال في كندا.

## وصلات خارجية
- الموقع الرسمي
- تود فينل على موقع IMDb (الإنجليزية)
- تود فينل على موقع قاعدة بيانات الفيلم (الإنجليزية)